# Leonurus
Genre
Classification phylogénétique
Leonurus est un genre de plantes à fleurs de la famille des Lamiacées. Il regroupe une vingtaine d'espèces de plantes herbacées annuelles, bisannuelles ou vivaces originaires surtout des régions tempérées d'Eurasie.

## Liste des espèces
- Leonurus artemisia (Lour.) S. Y. Hu
- Leonurus cardiaca L. - Agripaume
- Leonurus chaituroides C. Y. Wu & H. W. Li
- Leonurus deminutus V.I.Krecz. ex Kuprian.
- Leonurus glaucescens Bunge
- Leonurus incanus V.I.Krecz. & Kuprian.
- Leonurus japonicus Houtt.
- Leonurus macranthus Maxim.
- Leonurus marrubiastrum L.
- Leonurus mongolicus V.I.Krecz. & Kuprian.
- Leonurus panzerioides Popov
- Leonurus persicus Boiss.
- Leonurus pseudomacranthus Kitagawa
- Leonurus quinquelobus Gilib.
- Leonurus sibiricus L. - (Marijuanilla)
- Leonurus turkestanicus V.I.Krecz. & Kuprian.
- Leonurus villosissimus C. Y. Wu & H. W. Li
- Leonurus wutaishanicus C. Y. Wu & H. W. Li
- Leonurus urticifolius C. Y. Wu & H. W. Li